# Gurli Stenström
Gurli Elisabeth Stenström, född 8 april 1898 i Billesholm, Skåne, död 15 juli 1963 i Jönköping, var en svensk läroverksadjunkt och målare.
Hon var dotter till stationsinspektoren Olof Abrahamsson och Hanna Kjellberg samt från 1941 gift med läroverksadjunkten Johan Richard Stenström. Efter avlagd akademisk examen 1932 anställdes hon som läroverksadjunkt i Ulricehamn. Vid sidan av sitt yrke var hon verksam som konstnär och medverkade i ett flertal av Borås och Sjuhäradsbygdens konstförenings höstsalonger och i samlingsutställningar på Borås konsthall. Hennes konst består av barnporträtt och landskapsmotiv utförda i olja.   